# David Anspaugh
David Anspaugh (* 24. September 1946 in Decatur, Indiana) ist ein US-amerikanischer Regisseur, der vor allem durch gefühlsbetonte Sportfilme wie Freiwurf (Originaltitel: Hoosiers; 1986) und Touchdown (Originaltitel: Rudy; 1993) bekannt geworden ist.

## Karriere
Anspaugh studierte an der Indiana University. In dieser Zeit lernte er Angelo Rizzo kennen, der später die Drehbücher zu Freiwurf und Touchdown schrieb. Von 1974 bis 1976 besuchte er die School of Film and Television der University of Southern California.
Von 1980 bis 1985 arbeitete er für die Fernsehserie Polizeirevier Hill Street als Associate Producer, Produzent und Regisseur. 1982 und 1983 gewann er den Emmy als Bester Produzent. Vereinzelt inszenierte er auch Episoden anderer Serien wie Miami Vice.
Sein Filmdebüt Freiwurf über Basketball-Wettkämpfe an High-Schools in Indiana erhielt zwei Oscar-Nominierungen: für Dennis Hopper in der Kategorie Bester Nebendarsteller und für Jerry Goldsmith in der Kategorie Beste Original-Filmmusik. Der im Milieu des College-Footballs der University of Notre Dame spielende Spielfilm Touchdown (1993) ist in den USA sehr bekannt.
Von 1995 bis 1998 war er mit der Nordirin Roma Downey verheiratet und hat eine Tochter mit ihr, die Ehe scheiterte an den schweren Depressionen, die er damals hatte.

## Filmografie (Auswahl)
- 1986: Freiwurf (Hoosiers)
- 1988: Zärtliche Liebe (Fresh Horses)
- 1993: Am Rande der Dunkelheit (In the Company of Darkness, Fernsehfilm)
- 1993: Touchdown – Sein Ziel ist der Sieg (Rudy)
- 1995: Moonlight and Valentino
- 1998: Swing Vote – Die entscheidende Stimme (Swing Vote, Fernsehfilm)
- 2002: Wisegirls
- 2005: Das Spiel ihres Lebens (The Game of Their Lives)
- 2012: Little Red Wagon